# Conductància
La conductància elèctrica (G) és una magnitud inversa a la resistència elèctrica. En el sistema internacional (SI) es mesura en siemens, que és una unitat derivada. El nom d'aquest concepte el devem a Oliver Heaviside, que el va crear el setembre del 1885.
La conductància no s'ha de confondre amb la conducció elèctrica, que és el mecanisme pel qual les càrregues flueixen, o amb la conductivitat elèctrica que és una propietat dels materials.
La conductància com a antítesi de la resistència, es pot descriure com a facilitat de pas. En posar diverses resistències en paral·lel, la facilitat del pas de corrent del conjunt és la suma de les individuals.

## Relació amb altres magnituds
Com s'ha dit, la conductància està relacionada amb la resistència per:
{\displaystyle G={\frac {1}{R}}={\frac {I}{V}}\,}
per a circuits resistius purs
on:
G és la conductància,
R és la resistència,
I és el corrent elèctric, la magnitud del qual és [C]/[s]
V és el voltatge o potencial elèctric, amb dimensions [J]/[C]
(Nota: Això no serà cert quan la impedància sigui un nombre complex.)
A més, la conductància està relacionada amb la susceptància i l'admitància per mitjà de l'equació:
{\displaystyle Y=G+jB\,}
o
{\displaystyle G=Re(Y)\,}
on:
Y és l'admitància,
{\displaystyle j} és la unitat imaginària
B és la susceptància.